# Clomecyra ballerioi
Clomecyra ballerioi är en skalbaggsart som beskrevs av Marc Lacroix 2002. Clomecyra ballerioi ingår i släktet Clomecyra och familjen Melolonthidae. Inga underarter finns listade i Catalogue of Life.